# 西村匡生
西村 匡生（にしむら まさき、1965年9月6日 - ）は、日本の俳優。京都府出身。旧名西村 正樹（読みは同じ）。身長173cm、体重60kg。特技は乗馬、日本舞踊、殺陣、司会。

## 出演

### 映画
- 新・極道の妻たち
- 江戸城大乱
- 梟の城
- 残侠
- プライド・運命の瞬間
- ラスト サムライ
- 劇場版 仮面ライダーオーズ WONDERFUL 将軍と21のコアメダル（2011年8月6日、東映） - 風の左平次 役[1]
- 極道の妻たちNeo
- 仮面ライダー×仮面ライダー 鎧武&ウィザード 天下分け目の戦国MOVIE大合戦
- 超高速!参勤交代 リターンズ
- 本能寺ホテル
- 闇の歯車 - 芝蔵

### テレビドラマ
- 隠密奉行朝比奈
- 舞妓さんは名探偵!
- 影武者徳川家康
- 京都始末屋白書
- 京都迷宮案内
- 地を這う虫（NHK）
- 京都の芸者弁護士事件簿3
- 御家人斬九郎
- 将軍の隠密!影十八
- 江戸の用心棒
- 用心棒日月抄
- アーバンポリス24
- 霧の橋の決闘
- 功名が辻
- 三匹が斬る!
- 必殺仕事人
- 影の軍団
- 水戸黄門（TBS / C.A.L）
  - 第18部 第25話「無念晴らす献上絞 -鳴海-」（1989年3月6日） ※西村正樹 名義
  - 第22部 ※西村正樹 名義
    - 第4話「心の剣で悪を斬る -藤枝-」（1993年6月7日）
    - 第14話「悪を懲らした姫だるま -松山-」（1993年8月16日）

  - 第23部 ※西村正樹 名義
    - 第5話「涙でついた母の嘘 -追分-」（1994年8月29日）
    - 第13話「姫様狙う悪の罠 -福井-」（1994年10月31日）
    - 第20話「悪を糺した神楽面・浜田」（1994年12月19日）
    - 第32話「酒にのまれて人殺し -兵庫-」（1995年3月20日）

  - 第24部 ※西村正樹 名義
    - 第21話「鬼と呼ばれた父の真実 -鳥取-」（1996年2月12日）
    - 第29話「兄を憎んだ弟の涙 -鶴岡-」（1996年4月15日）
- 大岡越前 第11部 第6話「鱈に当たった変な奴」（1990年5月28日、TBS / C.A.L）
- 鞍馬天狗
- 幕末高校生
- 武田信玄
- 大忠臣蔵
- 暴れん坊将軍シリーズ（ANB / 東映）
  - 暴れん坊将軍III ※西村正樹名義
    - 第15話「妻を斬った男」（1988年） - 侍
    - 第48話「恋も思案のおてんば剣法」（1989年） - 熊五郎
    - 第82話「帰って来た炎の男」（1989年） - 御家人
    - 第124話「流転笠、江戸のつむじ風!」（1990年） - 代官所役人

  - 暴れん坊将軍IV
    - 第4話「裏切り者に涙あり!」（1991年） - 若侍
    - 第25話「母恋い飛脚」（1991年） - ごろつき
    - 第60話「大奥の殺人者!」（1992年） - 脇坂

  - 暴れん坊将軍V 第44話「春を呼んだ喧嘩そば!」（1994年） - 佐々岡誠一郎
  - 暴れん坊将軍VI ※西村正樹名義
    - 第5話「頑張れ! 江戸っ子若君」（1994年） - 柳原
    - 第18話「母恋い人形、やじろべえ」（1995年） - 藩士
    - 第40話「吉宗、騙りを働く!?」（1995年） - 浪人（二）

  - 暴れん坊将軍X
    - 第3話「禁じられた恋文! 罪深き女の一途な愛」（2000年）
    - 第18話「罠に落ちた女の夢! あの頃の私に戻りたい」（2000年）
- 鬼平犯科帳（CX / 松竹） ※西村正樹名義
  - 第1シリーズ 第10話「一本眉」（1989年）
  - 第5シリーズ 第2話「怨恨」（1994年）
- 将軍家光忍び旅（ANB / 東映） ※西村正樹名義
  - 第1シリーズ 第8話「母恋い街道小さな目撃者」（1990年）
  - 第2シリーズ 第3話「憎しみの荒野に佇む女」（1992年） - 甚助
  - 第2シリーズ 第11話「復讐を誓うかりそめの親娘」（1992年）
- 四匹の用心棒 (4) かかし半兵衛ひとり旅（1992年、ANB / 東映）
- 名奉行 遠山の金さん（ANB / 東映）
  - 第5シリーズ ※西村正樹名義
    - 第21話「裏切った悪女!」（1993年）
    - 第25話「罠にはまった盗賊夫婦」（1993年）

  - 第7シリーズ ※西村正樹名義
    - 第2話「美女連続殺人!裏切られた友情」（1995年） - 熊蔵
    - 第10話「赤猫まねき!?狙撃された桜吹雪」（1995年） - 甚八
- 江戸を斬るVIII 第26話「将軍暗殺の陰謀」（1994年、TBS / C.A.L） ※西村正樹名義
- 剣客商売 第1シリーズ 第6話「深川十万坪」（1998年、CX / 松竹） - 毛利杢右衛門 ※西村正樹名義
- オードリー (テレビドラマ)（2000 - 2001年） - 高松佐助 役
- 国盗り物語（2005年） - 浅井長政 役
- 科捜研の女（EX）
  - Season 2 第1話（2000年10月19日） - 矢崎 役 ※西村正樹名義
  - Season 5 第5話（2004年5月13日） - 吉田一彦 役
  - Season 7 第2話（2006年7月13日） - 火岡洋二 役
  - Season 10 第5話（2010年8月12日） - 吹田守 役
  - Season 11 第11話（2011年2月2日） - 西窪幸雄 役
  - Season 13 第3話（2013年10月31日） - 西森成章 役
  - 新春スペシャル（2015年1月18日） - 草間治義 役
  - 春スペシャル（2016年4月17日） - 秦宏司 役
  - Season 16 第13話（2017年2月9日） - 真島拓也 役
  - Season 17 最終話（2018年3月22日） - 警官 役
  - Season 18 第2話（2018年10月25日） - 小笠原和哉 役
  - Season 19 第16話（2019年9月5日） - 堀部 役
  - Season 19 第30話（2020年2月13日） - 桐生康介 役
  - season 21 第9話（2022年） - 本郷地隆 役
- 相棒（2008年） - 豊臣秀吉
- その男、副署長
  - 第2シリーズ（2008年） - 坪井隼 役
  - 第3シリーズ（2009年） - 戸渡刑事 役
- 主水之助七番勝負〜徳川風雲録外伝〜（2008年） - 白井恭介 役
- 寧々〜おんな太閤記（2009年） - 池田輝政 役
- 必殺仕事人2009（2009年） - 高田久蔵 役
- 仮面ライダーW（2010年） - 左平次 役
- おみやさん（2010年） - 伊藤信行 役
- ホンボシ〜心理特捜事件簿〜（2011年） - 小早川俊 役
- 逃亡者 おりん2（2012年） - 伊佐 役
- 京都地検の女（2013年、EX / 東映） - 赤松義夫 役
- 刑事110キロ 第2シリーズ（2014年、EX / 東映） - 中平修 役
- ぼんくら（2014年） - 太助 役
- 京都人情捜査ファイル（2015年） - 山村光雄 役
- 最強のふたり〜京都府警 特別捜査班〜（2015年） - 中島刑事 役
- 剣客商売 (テレビドラマ)（2015年） - 宗次 役
- 伝七捕物帳（2017年） - 伊太郎
- 遺留捜査（2018年） - 友澤一樹
- 剣客商売 (テレビドラマ)（2018年） - 野口亀二郎 役
- 小吉の女房（2019年） - 小林隼太 役
- 刑事ゼロ（2019年） - 香川店長 役
- スローな武士にしてくれ〜京都 撮影所ラプソディー〜（2019年） - 永倉新八 役
- やじ×きた 元祖・東海道中膝栗毛（2019年） - 伊賀川新兵衛 役
- IP〜サイバー捜査班 第2話（2021年7月8日 - 、テレビ朝日） - 寺西高広 役
- 無用庵隠居修行5（2021年） - 弥吉 役
- 君とゆきて咲く〜新選組青春録〜 第8話（2024年6月13日、テレビ朝日）[2]
- 磯部磯兵衛物語〜浮世はつらいよ〜 第8話（2024年8月30日、WOWOW） - 悪代官 役

### オリジナルビデオ
- 新・キタの帝王（1996年）
- キタの帝王 闇の咆哮（1997年）
- 首領への道（1998年） - 白虎会組員 宮迫純一（大津峰夫の舎弟）
- 野望の軍団3（1999年）
- くノ一忍法帳
- 新・第三の極道3、6

### 情報番組
- NHKひるどき日本列島 - 京都レポーター